# Кейнсианство

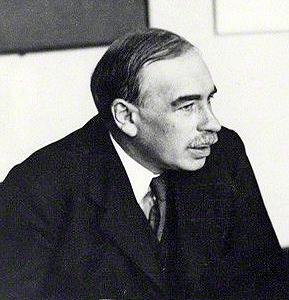
Джон Мейнард Кейнс

Кейнсиа́нство (англ. Keynesian economics) — макроэкономическое течение, сложившееся как реакция экономической теории на Великую депрессию в США. Основополагающей работой была «Общая теория занятости, процента и денег» Джона Мейнарда Кейнса, опубликованная в 1936 году. Тем не менее, ряд научных работ Дж. М. Кейнса, где излагаются элементы его теории, публиковались ещё с начала 1920-х гг., под влиянием уроков и последствий Первой мировой войны. 
Кейнс считал, что совокупный спрос часто отклоняется от производственного потенциала экономики, и это может усугублять экономические кризисы, провоцировать инфляцию в периоды роста и приводить к другим негативным явлениям. Из его теории следует, что такие экономические колебания могут быть смягчены мерами экономической политики, в частности, стимулированием спроса во время кризисов.
Появление экономической теории Кейнса называют «кейнсианской революцией». С 40-х до первой половины 70-х годов XX века концепция Дж. М. Кейнса занимала доминирующие позиции в правительственных и академических кругах наиболее развитых индустриальных стран Запада. В 1950-е и 1960-е многие положения кейнсианства были поставлены под сомнение представителями неоклассической школы. Появление монетаризма прервало господство кейнсианства, тем не менее, монетаризм использовал концепцию денежного регулирования, разработанную Дж. М. Кейнсом. Именно Кейнсу принадлежит идея создания МВФ. В рамках кейнсианства выделяют следующие направления: неокейнсианство, посткейнсианство и новое кейнсианство.
Под влиянием кейнсианства большинство экономистов пришли к убеждению в полезности и необходимости проведения макроэкономической политики для долгосрочного роста, избежания инфляции и рецессий. Однако в 1970-х гг. в Соединённых Штатах снова случился кризис, при котором была высокая безработица и одновременно высокая инфляция, это явление получило название стагфляции. Это ослабило доверие экономистов к кейнсианству. Впоследствии кейнсианцы смогли объяснить в рамках своей модели и явление стагфляции.

## «Кейнсианская революция»
В работе «Экономические последствия мира» (1919 г.) Дж. М. Кейнс выдвигает в качестве центральной проблему наложения на Германию огромных контрибуций. Кейнс считал это трагической ошибкой, которая должна привести к возрождению экспортной экспансии этой страны и появлению противоречий, которые, как и прогнозировал Дж. М. Кейнс, приводят к новой мировой войне.
Мировой экономический кризис 1920—1930-х годов, Великая депрессия 1929—1933 годов наглядно продемонстрировали последствия, к которым приводит либеральный подход неоклассиков. Вероятно, именно они оказались главной «конкретно-исторической» причиной кейнсианства. Кейнс обособил макроэкономику в самостоятельную дисциплину, в то время как классики и неоклассики не выделяли макроэкономические вопросы в качестве самостоятельного объекта рассмотрения. Кейнс предложил варианты преодоления недостатков классического подхода к анализу экономической жизни:
- отверг принципы оптимизации и методологического индивидуализма в качестве обязательных предпосылок для выведения функций экономических переменных и построения экономических моделей;
- внёс фундаментальные изменения в экономическую теорию, осуществив принципиально новый анализ макроэкономических взаимосвязей. В результате удалось доказать необходимость активного вмешательства государства в макроэкономическое функционирование рыночного хозяйства. Такое вмешательство наилучшим образом осуществляется при проведении макроэкономической политики, которая претворяется в жизнь по усмотрению правительства в зависимости от состояния экономической конъюнктуры[6].

Дж. М. Кейнс сформулировал знаменитый основной психологический закон, сутью которого является положение о том, что по мере роста доходов отдельного индивида в составе его расходов возрастает удельный вес сбережений. Подобный подход Кейнс аргументирует «здравым смыслом». При уменьшении доходов, наоборот, население уменьшает выделение средств на сбережение, чтобы сохранить прежний уровень жизни. Ввиду того, что государство обладает большим объёмом информации, чем отдельные индивиды, Кейнс предполагает активное государственное вмешательство в экономические процессы с целью поступательного развития страны.
Кейнсианство впервые за 100 лет подвергло критике классическую политическую экономию (классическую теорию). Дж. М. Кейнс в своей «Общей теории занятости, процента и денег» именно с этого начинает изложение своей концепции:

Я назвал эту книгу «Общая теория занятости, процента и денег», акцентируя внимание на определении «общая». Книга озаглавлена так для того, чтобы мои аргументы и вывод противопоставить аргументам и выводам классической теории, на которой я воспитывался и которая — как и 100 лет назад — господствует над практической и теоретической экономической мыслью правящих и академических кругов нашего поколения. Я приведу доказательства того, что постулаты классической теории применимы не к общему, а только к особому случаю, так как экономическая ситуация, которую она рассматривает, является лишь предельным случаем возможных состояний равновесия. Более того, характерные черты этого особого случая не совпадают с чертами экономического общества, в котором мы живём, и поэтому их проповедование сбивает с пути и ведёт к роковым последствиям при попытке применить теорию в практической жизни.

Роберт Скидельски, британский экономист, кейнсианец, биограф Дж. М. Кейнса, пишет о теории Дж. М. Кейнса так:

При том, что Джон Мейнард Кейнс был английским экономистом, предлагавшим, как писал Шумпетер, «прежде всего английские советы для решения именно английских проблем, даже когда эти советы адресовались другим странам», его теории привлекли всеобщее внимание, потому что они появились как раз во время экономического краха, завершившегося Великой депрессией 1929—33 годов. Его выдающееся произведение «Общая теория занятости, процента и денег» (1936) очевидным образом выдержано в понятиях отвлечённых, имеющих всеобщее значение. Это также была попытка объяснить то, что марксисты, тогда и позже, называли «общим кризисом капитализма».
Влияние кейнсианства было столь велико, что в 1971 году президент США Ричард Никсон заявил: «Сегодня мы все — кейнсианцы».

## Суть кейнсианства
Рыночной экономике не свойственно равновесие, обеспечивающее полную занятость. Причина — склонность сберегать часть доходов, что приводит к тому, что совокупный спрос меньше совокупного предложения. Преодолеть склонность к сбережению невозможно. Поэтому государство должно регулировать экономику воздействием на совокупный спрос: увеличение денежной массы, снижение ставок процента (стимуляция инвестиционной деятельности). Недостаток спроса компенсируется за счёт общественных работ и бюджетного финансирования.
По данной схеме развитые страны успешно строили экономику в течение 25 лет. Лишь в начале 1970-х начали проявляться проблемы макроэкономической политики, обострившиеся в связи с нефтяным кризисом 1973 г.
Кейнс выстраивал следующую цепочку: падение общего покупательского спроса вызывает сокращение производства товаров и услуг. Сокращение производства ведёт к разорению мелких товаропроизводителей, к увольнениям наёмных работников большими предприятиями и крупномасштабной безработице. Безработица влечёт снижение доходов населения, то есть покупателей. А это, в свою очередь, форсирует дальнейшее падение покупательского спроса на товары и услуги. Возникает замкнутый круг, удерживающий экономику в состоянии хронической депрессии.
Кейнс предлагал следующий выход: если массовый потребитель не способен оживить совокупный спрос в масштабах национальной экономики, это должно сделать государство. Если государство предъявит (и оплатит) предприятиям некий крупный заказ, это приведёт к дополнительному найму рабочей силы со стороны этих фирм. Получая заработную плату, бывшие безработные увеличат свои расходы на потребительские товары, и, соответственно, повысят совокупный экономический спрос. Это, в свою очередь, повлечёт рост совокупного предложения товаров и услуг и общее оздоровление экономики. При этом начальный государственный заказ, предъявленный предприятиям, может быть грандиозным и в той или иной степени даже малополезным.
Основные методологические положения подхода Дж. М. Кейнса:
- Важнейшие проблемы расширенного воспроизводства необходимо решать не с позиции изучения предложения ресурсов, а с позиции спроса, обеспечивающего реализацию ресурсов.
- Рыночная экономика не может саморегулироваться, и поэтому вмешательство государства неизбежно.
- Кризисы перепроизводства нежелательны, поэтому проблему равновесия в макроэкономике следует решать с позиции «эффективного спроса», который выражает равновесие между потребителем и производством, доходом и занятостью.
- Введение термина «эффективный спрос» стимулировало анализ макроэкономических показателей, что позволило выяснить, как функционирует экономическая система в целом, движется поток производимой, распределяемой и потребляемой стоимости.
- Основным инструментом регулирования экономики признавались бюджетная политика, на которую возлагались задачи обеспечения занятости рабочей силы и производственного оборудования.

Идеи Кейнса получили дальнейшее развитие в работах как представителей «ортодоксального» кейнсианства (Дж. Хикса, Э. Хансена, П. Самуэльсона и др.), так и левых кейнсианцев (Дж. Робинсон, П. Сраффы и др.). Глава американских последователей Кейнса Э. Хансен положил кейнсианский коэффициент мультипликатора в основу теории экономического цикла. Он сделал вывод, что увеличивая расходы и сокращая налоги (возникающий дефицит бюджета покрывается за счет резервов и займов) в периоды кризисного спада производства и уменьшая расходы и увеличивая налоги (возникающий профицит бюджета используется на создание резервов и погашение займов) в периоды «перегрева экономики», государство способно сглаживать циклические колебания производства и занятости.
Кейнсианство ввело в научный оборот макроэкономические агрегатные (совокупные) величины (макроэкономические индикаторы), их количественные взаимосвязи. Тем самым оно дало импульс развитию новых разделов экономической науки, в частности эконометрики.
Значение главного труда Кейнса, по мнению некоторых авторитетных экономистов, недооценено или вовсе непонято. Особенно, когда в «Общей теории» заходила речь об иррациональных факторах в поведении человека:

Между тем «Общую теорию» Кейнса целенаправленно выхолащивали, и этот процесс начался вскоре после её опубликования и заметно усилился в 1960—1970 гг. Последователи Кейнса убрали из его концепции всё, что касается иррационального начала — то есть неэкономических мотивов и нелогичного поведения, — на котором, в первую очередь, и основывалась кейнсианская трактовка Великой депрессии.

Идеи Кейнса становятся почти самоочевидными в периоды кризисных явлений в экономике, хотя и критикуются представителями неоклассической школы экономики в отношении долгосрочных последствий кейнсианской политики. В 2009 году Роберт Лукас заявил: «Видимо, в условиях кризиса кейнсианцем становится каждый». Однако характер развития финансового кризиса 2008 года показывает трудности реализации кейнсианского подхода в условиях, когда процентная ставка изначально была невысока, а государственный долг близок или превышает сумму годового ВВП страны (что, в свою очередь, являлось следствием более ранних «кейнсианских мер»).
Профессор РЭШ Константин Сонин в предисловии к русскому изданию книги Роберта Скидельски «Кейнс: Возвращение Мастера», говоря о последнем экономическом кризисе, пишет:

У кейнсианских идей внушительная интеллектуальная оппозиция, и голоса оппонентов звучат сейчас не менее громко, чем голоса неокейнсианцев. Однако финансовый кризис развивался так стремительно, что дебаты приходится вести после того, как большинство стран выбрало первый ответ на кризис. И ответ был практически везде — решительно кейнсианским.

## Неокейнсианство
В послевоенные годы кейнсианство претерпело значительные изменения. Обновлённая теория должна была решить два вопроса, на которые классическая школа кейнсианства не отвечала. Необходимо было создать теорию экономического роста и циклического развития. Основная модель Дж. М. Кейнса была статической; он рассматривал экономику в краткосрочном периоде, параметры производства в этом периоде не менялись. Такая теория решала задачи 30-х кризисных годов XX в., тогда задачи долгосрочного роста не стояли на первом месте. После Второй мировой войны ситуация изменилась: экономика была подстёгнута военными расходами и показывала невиданные темпы развития; нужно было иметь долгосрочный рост в связи с соревнованием с социалистическими странами.
Кейнсианскую теорию экономического роста разрабатывает Рой Харрод, неокейнсианская теория цикла вырабатывается Элвином Хансеном.

## Критика

### С позицийнеоклассической теории
Мировой экономический кризис 30-х гг. XX в. нанёс тяжёлый удар по центральной концепции неоклассиков о стихийном рыночном регулировании капиталистической экономики, отвергающей государственное вмешательство. В новых условиях существования крупных монопольных гигантов свободное предпринимательство приводит рыночную экономику к краху.
Тем не менее после Второй мировой войны неоклассическая школа начинает возрождаться. Представители неоклассиков указывают на противоречия регулирования экономики по кейнсианским рецептам, настаивают на том, что социалистическая экономика менее эффективна, чем рынок, хотя последний не идеален, но его лучше регулировать с помощью политического, а не экономического вмешательства.
Наиболее видные теоретики неоклассического направления были представителями новой австрийской школы. К представителям неоклассиков того периода можно отнести Лайонела Чарлза Роббинсона. Возрождение неоклассической школы также происходит благодаря исследованиям в области теорий экономического роста, основоположником этой теории были Джеймс Эдуард Мид и Роберт Солоу.
В первые два десятилетия после Второй мировой войны неоклассики вырабатывают концепцию теории роста, которая критически оценивала неокейнсианскую теорию роста, которая, прежде всего, предусматривала государственное вмешательство с целью решения проблем расширенного воспроизводства. Кейнсианская политика, по их мнению, снижает потенциал роста в долгосрочной перспективе.
Методологически неоклассики использовали обновлённые постулаты классической теории. Например, теория факторов производства, фокусировавшая внимание на компонентах успешного экономического развития и роста, правильном соотношении факторов производства, которое выбирает предприниматель. На рубеже 50—60-х гг. XX в. появляются концепции экономического роста. Один из виднейших неоклассиков Роберт Солоу показывает связь роста экономики и технического прогресса.
Ни Джеймс Мид, ни Роберт Солоу не связывают экономический рост и экономическую политику государства, подчёркивая важность предпринимательства.
Теоретики неоклассики базируют свои модели экономического роста на теории производственной функции и её экономической интерпретации.
В 1970-е годы в виду экономического кризиса неоклассики триумфально возвращаются в качестве основного течения экономической мысли, вытесняя кейнсианцев. В 1970-е и 1980-е проводятся жесткие реформы, направленные на уменьшение роли государства в экономике, в ряде стран проводится полномасштабная приватизация. Неоклассики выдвигают идею о том, что главным способом регулирования экономики может быть только монетарная политика или политика регулирования денежной массы. Тем не менее после кризиса 2001 года доткомов в США и Великой рецессии 2008 года кейнсианское течение в экономике опять возвращается в качестве мейнстрима. Однако за 30 с лишним лет концепции неоклассиков и кейнсианцев сближаются, устраняются «слабые места», различия между двумя концепциями, которые были разительными в начале XX в., в начале XXI в. стираются, формируя новый мейнстрим.

### С позицийавстрийской школы

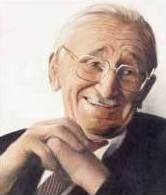
Фридрих Август фон Хайек

Австрийская школа в экономике в 1940—60-е годы публикует значительную часть трудов, иногда течение экономической мысли в этот период называют «новоавстрийской школой». Представителями австрийской школы Л. Мизесом и Ф. Хайеком последовательно критикуются любые вмешательства в свободу экономических решений, включая социализм или государственное регулирование по кейнсианским рецептам. Представители австрийской школы полагали, что выбор отдельных индивидуумов нельзя предсказать, запланировать, спрогнозировать. На выбор влияет слишком много индивидуальных факторов. Именно поэтому нет возможности предсказать или прогнозировать экономику. Любое вмешательство государства в рыночные механизмы приводит только к ухудшению. На основе этого, концепция Дж. М. Кейнса, предполагавшая прогноз на основе изучения макроэкономических показателей, в австрийской школе считались неприемлемой.
Работая в качестве профессора в Лондонской школе экономики, Фридрих Хайек становится инициатором одной из наиболее продолжительных экономических дискуссий 30-х гг. XX в. вокруг работы Кейнса «Трактат о деньгах». Хайек пишет рецензию к этой книге, в которой оспаривает выводы книги с позиций австрийской школы. В ответ на это Кейнс попросил П. Сраффу написать для редактируемого им «Экономического журнала» рецензию на книгу Хайека «Цены и производство». После этого последовала длительная полемика, состоящая из заявлений, комментариев двух школ, говорившая о полной непримиримости двух концепций.
Кроме общих претензий (спонтанность рыночного механизма; недопустимость государственного вмешательства в любой форме; неприемлемость анализа экономики на макроуровне) Хайек выдвинул и ряд специальных аргументов против кейнсианства. Работы представителей австрийской школы экономики были насыщены социологическими, психологическими концепциями, имели труды по праксеологии, а также работы, связанные с методологией. Общая линия работ австрийской школы обязательно предполагала апологетику экономического либерализма.
Хайек выдвинул следующие аргументы против центральных идей кейнсианства.
Во-первых, концепция совокупного спроса Кейнса не имеет ничего общего с реальностью с точки зрения Хайека в связи с тем, что в модели Кейнса не учитываются структура спроса и структура предложения. При большой разнице структур спроса и предложения товары не будут распроданы, даже если величины совокупного спроса и предложения совпадут.
Во-вторых, Хайек полагал, что причиной безработицы является не недостаточный уровень эффективного спроса, а высокий уровень заработной платы, которого добиваются профсоюзы, что сокращает прибыли предпринимателей и уменьшает спрос на труд. Нельзя считать правительство ответственным за безработицу.
В-третьих, Хайек считал неверной концепцию регулирования денежного предложения, которая предполагала, что умеренная инфляция приводит к снижению безработицы. Хайек полагал, что инфляция не уменьшит безработицу, а лишь создаст её новый виток. Инфляция неравномерна по отраслям и искусственное создание инфляции приведёт к тому, что неэффективные отрасли экономики будут поддержаны, что потребует новых денежно-кредитных инъекций. При этом проиграют более эффективные предприниматели.

### С позициймарксизма
Марксизм и кейнсианство имеют системное и идеологическое противоречие, что отразилось на восприятии кейнсианства марксистами.
В Советском Союзе игнорировали «Общую теорию занятости, процента и денег». Впервые рассказ о теории Кейнса и её критику в научных рамках опубликовал советский экономист И. Г. Блюмин. Он отметил, что одна из ключевых проблем, находящихся в фокусе внимания кейнсианства — массовая безработица, — не имела, по мнению советских экономистов, никакого значения для централизованно планируемой экономики. В 1948 году появился первый русский перевод «Общей теории…». После начала «холодной войны» в 1952 году И. Г. Блюмин уже называет Кейнса бессовестным интриганом, злейшим врагом рабочего класса и трудящихся масс, «приспешником современного империализма». То есть критика Кейнса стала идеологической, перестав быть научной.
Кейнсианство отрицало единственность планово-административного управления и регулирования экономики, принятого в социалистических странах. Как альтернативу Кейнс предложил систему макроэкономического регулирования. Реализация концепций Кейнса после Второй мировой войны привела к экономическому «золотому веку» в экономике западных стран. Также кейнсианство ставило под вопрос основной догмат марксистской идеологии, который постулировал неизбежность краха капитализма. Кейнсом предлагались инструменты преодоления кризисов капитализма в рамках рыночной идеологии.
О Карле Марксе Кейнс отзывался язвительно, в 1935 году, прочитав переписку Маркса с Энгельсом, он писал Бернарду Шоу: «Вижу, что они изобрели некий метод развития своих мыслей и мерзкую манеру письма; их последователи преданно сохраняют и то и другое. Но когда вы говорите мне, что они нашли ключ к экономической загадке, я развожу руками, ибо обнаруживаю только отгремевшие в прошлом споры».